# 帕萊冰川
78°2′S 161°19′E / 78.033°S 161.317°E
帕萊冰川（英語：Palais Glacier），是南極洲的冰川，位於維多利亞地的斯科特海岸，全長15公里，流經威爾克尼斯山脈和科爾韋爾山，最終注入費拉爾冰川，現時由南極條約體系管理。